# Sevan Nişanyan
Sevan Nishanyan o Nişanyan (en armenio occidental Սեւան Նշանեան, nacido el 21 de diciembre de 1956) es un escritor y lingüista turco-armenio. Autor de varios libros como La República Equivocada, sobre el Estado de Turquía, o El diccionario etimológico sobre el origen de las palabras turcas, entre otros. Nişanyan recibió el premio Ayşe Nur Zarakolu Liberty Award de la Asociación Turca de Derechos Humanos en 2004 por sus contribuciones a una mayor libertad de expresión en el país.
También es reconocido por su trabajo de restauración de un pueblo semiabandonado, Şirince, cerca de la costa turca del mar Egeo.
Sevan Nişanyan recibió una sentencia acumulativa de prisión de 16 años y 7 meses por supuestas infracciones de construcción, luego de que criticara los intentos del gobierno de prohibir las críticas del profeta Mahoma en una entrada de blog en septiembre de 2012. Escapó de la prisión en julio de 2017 y se mudó a Atenas, donde tenía la intención de solicitar asilo político, según relata en su entrevista al diario belga La Libre Belgique. Posteriormente se fue a vivir al exilio en Samos, afirmando que está «agradecido con la providencia de que los cabrones que gobiernan Turquía le dieron, sin querer, esta espléndida oportunidad». En octubre de 2021, mientras visitaba Albania, las autoridades griegas lo declararon persona non grata y se le prohibió volver a entrar, y siendo el motivo «secreto de Estado». Su indeseabilidad, según Athens Voice, fue la información que los agentes locales de Samos pasaron a la policía como si «el turco estuviera comprando bienes raíces», lo que, de suceder, violaría la ley sobre la no compra de bienes inmuebles por parte de extranjeros en algunas zonas fronterizas. El 7 de enero de 2022, la justicia griega desestimó el caso, prohibiendo cualquier deportación a Turquía. La Embajada de Armenia en Grecia dijo que Nişanyan debe abandonar Grecia voluntariamente dentro de los 15 días de acuerdo con la decisión judicial, y agregó que, como es ciudadano armenio, «puede ir a Armenia si lo desea».

## Primeros años y educación
Nişanyan nació en Estambul en 1956 en una familia armenia e hijo del arquitecto Vagarş Nişanyan. Después de graduarse de la Escuela Privada Armenia de Pangaltı, asistió al Robert College, estudió filosofía en la Universidad de Yale, especializándose en Kant, Hegel y Tomás de Aquino. Realizó varios estudios de posgrado en ciencias políticas en la Universidad de Columbia, donde trabajó con Giovanni Sartori, Zbigniew Brzezinski, Seweryn Bialer y Douglas Chalmers. Su tesis doctoral (inconclusa) versó sobre las estrategias competitivas de los partidos políticos en los regímenes inestables de América del Sur.
Durante sus años universitarios, Nişanyan aprendió a hablar con fluidez varios idiomas, incluidos el latín, el árabe y el armenio clásico.

## Obra

### Guías de viaje
En 1985, Nişanyan regresó a su Turquía natal para completar su servicio militar obligatorio. Pasó las siguientes dos décadas como escritor profesional de viajes y editor de guías en medios de comunicación en inglés y turco. Con el periodista Thomas Goltz, publicó una serie de guías sobre las regiones de Turquía. Escribió las Guías American Express de Atenas, Praga y Viena-Budapest.
En 1998, con su esposa Müjde, publicó la primera edición anual de The Little Hotel Book, una guía en turco e inglés de los hoteles pequeños en Turquía. La guía tuvo un éxito inmenso, encabezó las listas nacionales de libros más vendidos durante diez años consecutivos y se convirtió en un ícono cultural de los años 2000. Dejó de publicarse después del muy publicitado divorcio de la pareja en 2008.
Nişanyan recibió el premio Ayşe Nur Zarakolu Liberty Award de la Asociación Turca de Derechos Humanos en 2004 por sus contribuciones a una mayor libertad de expresión.

### El diccionario etimológico
En 2002, Nishanyan publicó el Diccionario etimológico del turco contemporáneo (en turco, Sözlerin Soyağacı: Çağdaş Türkçenin Etimolojik Sözlüğü) y fue la primera y hasta ahora la obra de referencia más significativa en su campo. Conocido popularmente como El Diccionario Nişanyan, en 2008 se publicó una quinta edición revisada y ampliada. El contenido completo del diccionario está disponible en línea en Nisanyansozluk.com, y se agrega material nuevo de manera continua. La versión actual cubre datos etimológicos detallados en más de 15.000 palabras, en la mayoría de los casos incluye citas de texto de los primeros casos atestiguados. Además de ser una fuente indispensable para el turco, el diccionario ahora es reconocido como una herramienta valiosa para etimología semítica e irania, debido al análisis de más de cinco mil préstamos árabes y persas introducidos en el vocabulario turco contemporáneo.

### La República Equivocada
Nişanyan escribió The Wrong Republic (en turco: Yanlış Cumhuriyet), una crítica de los mitos fundacionales de la República de Turquía, establecida en 1923. Escrito en 1994, el libro circuló ampliamente en fotocopias hasta que ya no pudo publicarse en 2008 por miedo a represalias políticas.

### Nişanyan Yeradları (anteriormente Index Anatolicus)
En 2010, Nişanyan publicó Index Anatolicus, un índice de más de 16.000 topónimos en Anatolia que se habían modificado bajo las políticas de turquificación kurda de la República de Turquía. No se había publicado previamente una documentación completa de los miles de nombres tradicionales, en su mayoría derivados del griego, armenio, kurdo, siríaco, árabe, lazuri u otros antecedentes más oscuros, que habían sido reemplazados por nombres turcos o que suenan turcos recién inventados en el siglo XX.
El proyecto fue publicado en línea en 2011 y se convirtió en un esfuerzo por documentar todos los topónimos históricos de Turquía. La base de datos actual incluye más de 56.000 nombres de lugares mapeados y se puede ver en línea.

### Otros libros
Nişanyan publicó tres colecciones de sus ensayos lingüísticos en Elifin Öküzü, Kelimebaz y Kelimebaz-2. Los ensayos trataban una amplia variedad de temas de la historia cultural turca, explorando las complejas raíces multiétnicas de la cultura turca moderna.
En Hocam, Allaha Peygambere Laf Etmek Caiz Midir (2010), Nişanyan abordó los límites de la libertad de expresión en el islam. Aslanlı Yol, su autobiografía, se publicó en 2012. Una serie de ensayos sobre las fuentes culturales y lingüísticas del Islam se reunió en Ağır Kitap en 2014.

## Şirince

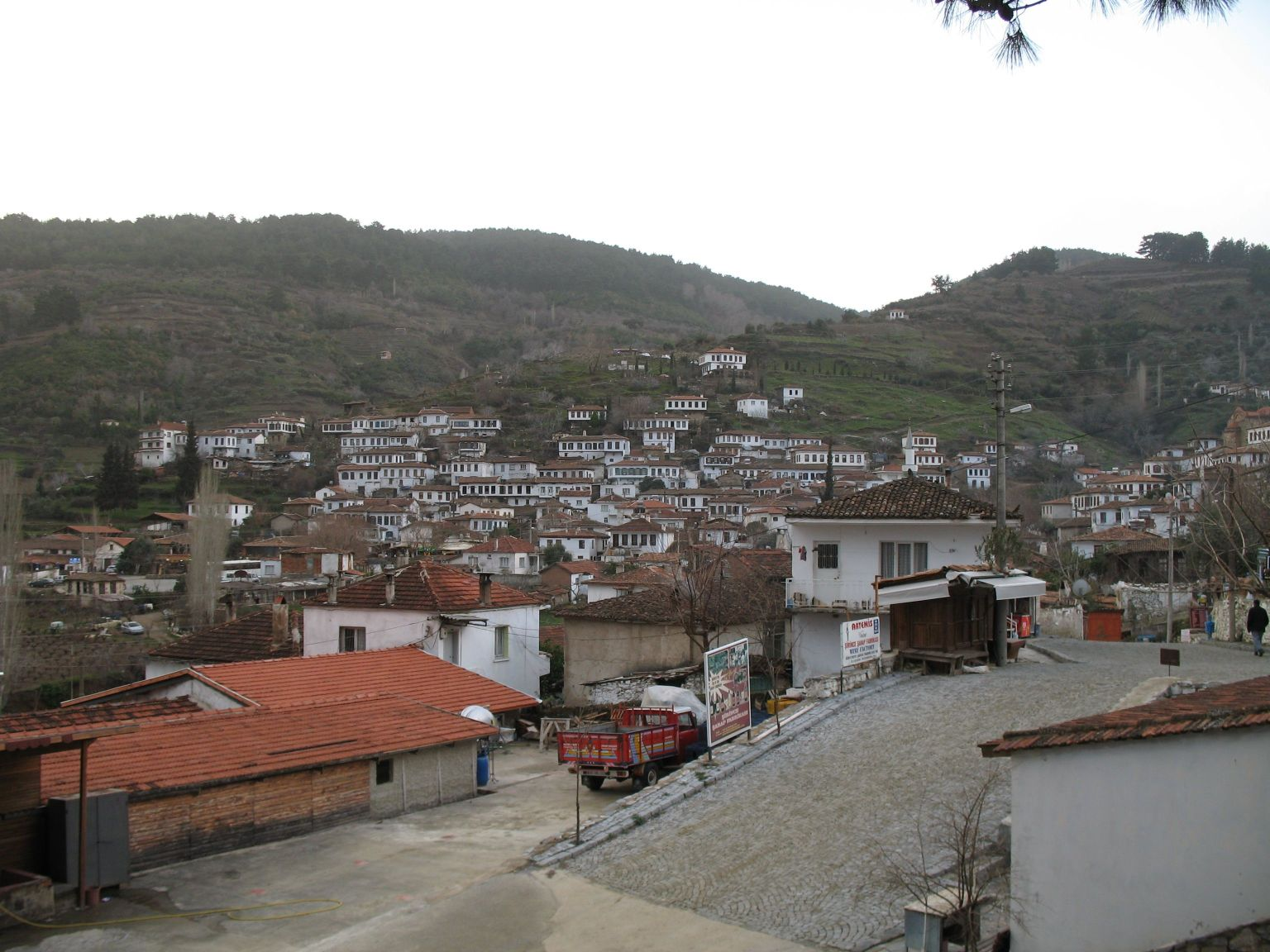
Una vista de Şirince

Nişanyan se casó con Müjde Tönbekici en 1992. La pareja se instaló en Şirince, un antiguo pueblo de mayoría griega en las colinas del mar Egeo en el oeste de Turquía, que había estado semiabandonado desde el intercambio de población de 1923 entre Grecia y Turquía. Contribuyeron decisivamente a que el pueblo fuera declarado patrimonio nacional y se comprometieron a renovar las casas históricas en ruinas utilizando los materiales originales y las técnicas de construcción del pueblo.
Varias de las casas de pueblo renovadas finalmente se convirtieron en un Hotel de Charme muy aclamado con el nombre de Casas de Nişanyan.
Después de 2006, Nişanyan colaboró con Ali Nesin, hijo del escritor Aziz Nesin y destacado matemático y filántropo, en el desarrollo de Nesin Mathematics Village cerca de Şirince. Construido siguiendo estrictamente las líneas de la arquitectura rural tradicional del Egeo, el pueblo ofrecía cursos de verano en matemáticas de nivel universitario y de posgrado. Atrajo a destacados profesores de todo el mundo, con capacidad para más de 300 estudiantes residentes en el verano de 2013.
Nişanyan también construyó Tiyatro Medresesi, un instituto de teatro y retiro de actores a la manera de los seminarios musulmanes medievales. La Biblioteca Conmemorativa de Nişanyan se completó en 2013. Un año después, la escuela de filosofía entró en funcionamiento en los terrenos de Mathematics Village.

### Tumba de piedra

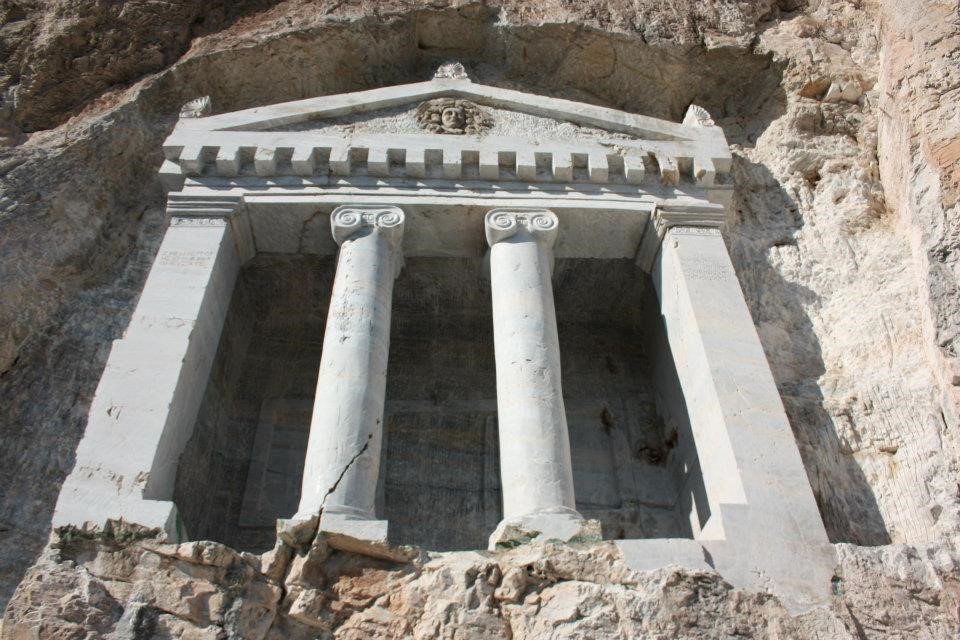
La «tumba pétrea» de Şirince.

En 2012, Nişanyan inauguró su tumba de piedra, una fachada de orden jónico a la manera de las antiguas tumbas de roca de Licia, que mide ocho por cinco metros, tallada en un acantilado de piedra caliza frente a la Aldea de Matemáticas cerca de Şirince. El tallado se realizó con herramientas manuales y tardó tres años en completarse. Nişanyan elaboró el diseño y contribuyó con gran parte del trabajo.

## Vida personal
Nişanyan se ha casado cuatro veces, con Corinna-Barbara Francis (1981-1985), Müjde Tonbekici (1992-2008) y Aynur Deniz (2009-2011). Tiene cinco hijos de los dos últimos, Arsen (nacido en 1993), İris (1996), Tavit (2000), Anahit (2010) y Mihran (2012).[cita requerida] El 5 de mayo de 2019 se casó con Ira Tzourou en Samos. Se le describe como un «ateo declarado».

### Enjuiciamento criminal
Nişanyan recibió una sentencia de cárcel acumulada de 16 años y 7 meses por supuestas infracciones de construcción después de que criticara los intentos del gobierno de prohibir las críticas al profeta Mahoma, en una entrada de blog en septiembre de 2012. Encarcelado desde el 2 de enero de 2014, escapó de prisión el 14 de julio de 2017 y tuiteó: «el pájaro se ha ido volando. Deseando lo mismo para el resto de los 80 millones».

### Controversias
Nişanyan ha estado constantemente bajo críticas por sus comentarios y comportamiento controvertidos sobre varios temas. La primera de esas críticas se relaciona con su comentario sobre un caso de abuso sexual, por lo que fue criticado por justificar el abuso sexual y la intimidación. 
Vació un frasco de sus heces sobre su exesposa Müjde Tonbekici, lo que provocó una reacción generalizada y disgusto del público. La dirección del periódico rechazó los pedidos para cancelar su columna en el periódico Agos.
Después del terremoto de Elazığ de 2020, Nişanyan tuiteó que «Elâzığ es la ciudad de Turquía más intolerante, ignorante, paranoica y sexualmente obsesionada, donde prevalece la cultura de la violación material y espiritual. La ciudad se basa en una propiedad incautada, y es una prisión de identidades negadas».

## Libros
- Ağır Kitap (2014)
- Aslanlı Yol (2012)
- Şirince Meydan Muharebelerinin Mufassal Tarihçesi (2011)
- Hocam, Allaha Peygambere Laf Etmek Caiz Midir (2010)
- Adını Unutan Ülke (2010)
- Kelimebaz 2 (2010)
- Kelimebaz 1 (2009)
- Yanlış Cumhuriyet / Atatürk ve Kemalizm Üzerine 51 Soru (2008)
- Turquía oriental, Manual del viajero (2006)
- Elifin Öküzü ya da Sürprizler Kitabı (2002)
- Sözlerin Soyağacı: Çağdaş Türkçenin Etimolojik Sözlüğü (2002)
- Mar Negro, Manual del viajero (2000)
- Los lugares desconocidos de Turquía (2000)
- El pequeño libro del hotel (1998-2008)
- Guía de American Express: Praga, Mitchell Beazley (1993)
- Guía de American Express: Viena y Budapest, Mitchell Beazley (1992)
- Guía de American Express: Atenas y los sitios clásicos, Mitchell Beazley (1991)
- Viajes Bugs Turquía (1992)
- Karl Marx: Grundrisse, Ekonomi Politiğin Eleştirisi için Ön Çalışma (traducción) (1980)